# Ferrocarril México–Nuevo Laredo
| Ein Zug nahe San Luis Potosi (1966) |                      |                                               |                                               |
| Kursbuchstrecke: | B                    |                                               |                                               |
| Streckenlänge: | 1290 km              |                                               |                                               |
| Spurweite: | 1435 mm (Normalspur) |                                               |                                               |
| Zweigleisigkeit: | nein                 |                                               |                                               |
| |                      |                                               |                                               |
| \| \| \| 00000000000Übergang Metro-Linie B und \| \| \| \| 0 \| Buenavista Tren Suburbano del Valle de México \| Buenavista Tren Suburbano del Valle de México \| \| \| \| 00000000000sowie Metrobus-Linien 1, 3 und 4 \| \| \| \| 2 \| Zweigstrecke CNA \| Zweigstrecke CNA \| \| \| 3 \| Zweigstrecke YB \| Zweigstrecke YB \| \| \| 9 \| Güterbahnhof Valle de México \| Güterbahnhof Valle de México \| \| \| 10 \| Strecke S nach Veracruz \| Strecke S nach Veracruz \| \| \| 12 \| \| \| \| \| 14 \| Zweigstrecke NA \| Zweigstrecke NA \| \| \| 18 \| Lecheria \| Lecheria \| \| \| 19 \| Tren Suburbano Lecheria–AIFA \| Tren Suburbano Lecheria–AIFA \| \| \| 19 \| Strecke AQ \| Strecke AQ \| \| \| 26 \| Cuautitlán CM \| Cuautitlán CM \| \| \| 33 \| Strecke AQ \| Strecke AQ \| \| \| 34 \| Teoloyucan CM \| Teoloyucan CM \| \| \| 43 \| Strecke A nach Ciudad Juárez \| Strecke A nach Ciudad Juárez \| \| \| 57 \| San Sebastian \| San Sebastian \| \| \| 67 \| Apaxco \| Apaxco \| \| \| 70 \| Cemex Atontinolco \| Cemex Atontinolco \| \| \| 78 \| Bojay \| Bojay \| \| \| 84 \| ehem. Zweigstrecke AB Tula–Pachuca \| ehem. Zweigstrecke AB Tula–Pachuca \| \| \| 93 \| Carrasco \| Carrasco \| \| \| 113 \| Sayula \| Sayula \| \| \| 133 \| Anschluss Strecke AQ nur Ri. Querétaro \| Anschluss Strecke AQ nur Ri. Querétaro \| \| \| 160 \| Huichapan \| Huichapan \| \| \| 197 \| Túnel Hidalgo/Querétaro (341 m) \| Túnel Hidalgo/Querétaro (341 m) \| \| \| 214 \| San Nicolás \| San Nicolás \| \| \| 214 \| Zweigstrecke AL nach San Juan del Río \| Zweigstrecke AL nach San Juan del Río \| \| \| 215 \| Río San Juan (46 m) \| Río San Juan (46 m) \| \| \| 247 \| Zweigstrecke BC \| Zweigstrecke BC \| \| \| 254 \| Anschluss Strecke AQ nur Ri. Querétaro \| Anschluss Strecke AQ nur Ri. Querétaro \| \| \| \| Río Querétaro (11 m) \| \| \| \| \| Strecke AQ \| \| \| \| 265 \| Hercules \| Hercules \| \| \| 266 \| Strecke AQ \| Strecke AQ \| \| \| 271 \| Anschluss Industriezone Querétaro \| Anschluss Industriezone Querétaro \| \| \| 272 \| Terminal Intermodal de Querétaro \| Terminal Intermodal de Querétaro \| \| \| 286 \| Strecke A \| Strecke A \| \| \| 300 \| ehem. Zweigstrecke \| ehem. Zweigstrecke \| \| \| 303 \| Zweigstrecke NBA im Bau \| Zweigstrecke NBA im Bau \| \| \| 313 \| Zweigstrecke NB nach Acambaro \| Zweigstrecke NB nach Acambaro \| \| \| 314 \| Escobedo \| Escobedo \| \| \| \| \| \| \| \| 349 \| San Miguel de Allende \| San Miguel de Allende \| \| \| \| Zweigstrecke BD nach Pozo Blanco \| \| \| \| 387 \| Dolores Hidalgo \| Dolores Hidalgo \| \| \| 393 \| ehem. Zweigstrecke BA nach Mineral de Pozos \| ehem. Zweigstrecke BA nach Mineral de Pozos \| \| \| 485 \| Zweigstrecke BC nach Ahorcado \| Zweigstrecke BC nach Ahorcado \| \| \| 485 \| Villa de Reyes \| Villa de Reyes \| \| \| 507 \| Anschluss BMW Planta San Luis Potosí \| Anschluss BMW Planta San Luis Potosí \| \| \| 525 \| San Luis Potosí \| San Luis Potosí \| \| \| 524 \| \| \| \| \| 525 \| Strecke L nach Chicalote \| Strecke L nach Chicalote \| \| \| 525 \| Strecke L nach Doña Cecilia \| Strecke L nach Doña Cecilia \| \| \| 554 \| Pinto \| Pinto \| \| \| 595 \| Moctezuma \| Moctezuma \| \| \| 631 \| ehem. Zweigstrecke nach Charcas \| ehem. Zweigstrecke nach Charcas \| \| \| 642 \| Zweigstrecke LB nach Salinas de Hidalgo \| Zweigstrecke LB nach Salinas de Hidalgo \| \| \| 648 \| Laguna Seca \| Laguna Seca \| \| \| 699 \| Catorce \| Catorce \| \| \| 721 \| ehem. Zweigstrecke BB nach Matehuala \| ehem. Zweigstrecke BB nach Matehuala \| \| \| 793 \| San Salvador \| San Salvador \| \| \| 847 \| ehem. Zweigstrecke nach Concepción del Oro \| ehem. Zweigstrecke nach Concepción del Oro \| \| \| \| mehrere Trassenbegradigungen \| \| \| \| \| \| \| \| \| 894 \| ehem. Strecke J nach Torreón \| ehem. Strecke J nach Torreón \| \| \| \| Strecke BS \| \| \| \| \| \| \| \| \| \| \| \| \| \| 915 \| Saltillo \| Saltillo \| \| \| 926 \| Strecke R nach Piedras Negras \| Strecke R nach Piedras Negras \| \| \| 930 \| Ramos Arizpe \| Ramos Arizpe \| \| \| \| \| \| \| \| 965 \| Rinconada \| Rinconada \| \| \| 984 \| Zweigstrecke BF Umfahrung Monterrey \| Zweigstrecke BF Umfahrung Monterrey \| \| \| 1014 \| Pablo G. Garza Monorriel Linie 4 im Bau \| Pablo G. Garza Monorriel Linie 4 im Bau \| \| \| 1017 \| Metrorrey Linie 1 \| Metrorrey Linie 1 \| \| \| 1021 \| ehem. Strecke F nach Matamoros \| ehem. Strecke F nach Matamoros \| \| \| 1022 \| Monterrey \| Monterrey \| \| \| 1024 \| Strecke M nach Torreón \| Strecke M nach Torreón \| \| \| 1026 \| Strecke F nach Matamoros \| Strecke F nach Matamoros \| \| \| 1035 \| Zweigstrecke BF \| Zweigstrecke BF \| \| \| 1035 \| ehem. Zweigstrecke BM \| ehem. Zweigstrecke BM \| \| \| 1116 \| Villaldama \| Villaldama \| \| \| 1176 \| Lampazos \| Lampazos \| \| \| 1222 \| Anáhuac \| Anáhuac \| \| \| 1274 \| Sanchez \| Sanchez \| \| \| 1283 \| Zweigstrecke BJ \| Zweigstrecke BJ \| \| \| \| Güterbahnhof Nuevo Laredo \| \| \| \| 1289 \| Zweigstrecke BJ \| Zweigstrecke BJ \| \| \| 1290 \| Nuevo Laredo \| Nuevo Laredo \| \| \| 1291 \| Rio Grande (332 m), Staatsgrenze Mexiko–USA \| Rio Grande (332 m), Staatsgrenze Mexiko–USA \| \| \| 1292 \| CPKC nach Corpus Christi \| CPKC nach Corpus Christi \| \| \| 1292 \| Laredo UP \| Laredo UP \| |                      |                                               |                                               |
| U-Bahn-Strecke quer (im Tunnel) · U-Bahn-Strecke quer (im Tunnel) |                      | 00000000000Übergang Metro-Linie B und         | 00000000000Übergang Metro-Linie B und         |
| ehemaliger Kopfbahnhof Streckenanfang | 0                    | Buenavista Tren Suburbano del Valle de México | Buenavista Tren Suburbano del Valle de México |
| Strecke |                      | 00000000000sowie Metrobus-Linien 1, 3 und 4   | 00000000000sowie Metrobus-Linien 1, 3 und 4   |
| Abzweig geradeaus und nach links | 2                    | Zweigstrecke CNA                              | Zweigstrecke CNA                              |
| Abzweig geradeaus, ehemals nach rechts und von rechts | 3                    | Zweigstrecke YB                               | Zweigstrecke YB                               |
| Dienststation / Betriebs- oder Güterbahnhof | 9                    | Güterbahnhof Valle de México                  | Güterbahnhof Valle de México                  |
| Abzweig geradeaus und nach links · Strecke von rechts | 10                   | Strecke S nach Veracruz                       | Strecke S nach Veracruz                       |
| Kreuzung geradeaus oben · Strecke nach rechts | 12                   |                                               |                                               |
| Abzweig geradeaus und von links | 14                   | Zweigstrecke NA                               | Zweigstrecke NA                               |
| ehemaliger Haltepunkt / Haltestelle | 18                   | Lecheria                                      | Lecheria                                      |
| Abzweig geradeaus, nach rechts und von rechts | 19                   | Tren Suburbano Lecheria–AIFA                  | Tren Suburbano Lecheria–AIFA                  |
| Strecke von links · Abzweig geradeaus und nach rechts | 19                   | Strecke AQ                                    | Strecke AQ                                    |
| Strecke · ehemaliger Haltepunkt / Haltestelle | 26                   | Cuautitlán CM                                 | Cuautitlán CM                                 |
| Strecke nach links · Abzweig geradeaus und von rechts | 33                   | Strecke AQ                                    | Strecke AQ                                    |
| ehemaliger Haltepunkt / Haltestelle | 34                   | Teoloyucan CM                                 | Teoloyucan CM                                 |
| Abzweig geradeaus und nach links | 43                   | Strecke A nach Ciudad Juárez                  | Strecke A nach Ciudad Juárez                  |
| ehemaliger Haltepunkt / Haltestelle | 57                   | San Sebastian                                 | San Sebastian                                 |
| Dienststation / Betriebs- oder Güterbahnhof Streckenende | 67                   | Apaxco                                        | Apaxco                                        |
| Abzweig geradeaus und nach links | 70                   | Cemex Atontinolco                             | Cemex Atontinolco                             |
| ehemaliger Haltepunkt / Haltestelle | 78                   | Bojay                                         | Bojay                                         |
| Kreuzung (Querstrecke außer Betrieb) | 84                   | ehem. Zweigstrecke AB Tula–Pachuca            | ehem. Zweigstrecke AB Tula–Pachuca            |
| ehemaliger Haltepunkt / Haltestelle | 93                   | Carrasco                                      | Carrasco                                      |
| ehemaliger Haltepunkt / Haltestelle | 113                  | Sayula                                        | Sayula                                        |
| Abzweig geradeaus und nach links | 133                  | Anschluss Strecke AQ nur Ri. Querétaro        | Anschluss Strecke AQ nur Ri. Querétaro        |
| ehemaliger Haltepunkt / Haltestelle | 160                  | Huichapan                                     | Huichapan                                     |
| Tunnel | 197                  | Túnel Hidalgo/Querétaro (341 m)               | Túnel Hidalgo/Querétaro (341 m)               |
| ehemaliger Haltepunkt / Haltestelle | 214                  | San Nicolás                                   | San Nicolás                                   |
| Abzweig geradeaus und nach links | 214                  | Zweigstrecke AL nach San Juan del Río         | Zweigstrecke AL nach San Juan del Río         |
| Brücke über Wasserlauf | 215                  | Río San Juan (46 m)                           | Río San Juan (46 m)                           |
| Kreuzung rechts | 247                  | Zweigstrecke BC                               | Zweigstrecke BC                               |
| Abzweig geradeaus und nach links | 254                  | Anschluss Strecke AQ nur Ri. Querétaro        | Anschluss Strecke AQ nur Ri. Querétaro        |
| Brücke über Wasserlauf |                      | Río Querétaro (11 m)                          | Río Querétaro (11 m)                          |
| Kreuzung geradeaus unten |                      | Strecke AQ                                    | Strecke AQ                                    |
| ehemaliger Haltepunkt / Haltestelle | 265                  | Hercules                                      | Hercules                                      |
| Abzweig geradeaus und von rechts | 266                  | Strecke AQ                                    | Strecke AQ                                    |
| Abzweig geradeaus und nach rechts | 271                  | Anschluss Industriezone Querétaro             | Anschluss Industriezone Querétaro             |
| Dienststation / Betriebs- oder Güterbahnhof | 272                  | Terminal Intermodal de Querétaro              | Terminal Intermodal de Querétaro              |
| Abzweig geradeaus und nach links | 286                  | Strecke A                                     | Strecke A                                     |
| Abzweig geradeaus und ehemals nach links | 300                  | ehem. Zweigstrecke                            | ehem. Zweigstrecke                            |
| Abzweig geradeaus, ehemals nach links und ehemals von links | 303                  | Zweigstrecke NBA im Bau                       | Zweigstrecke NBA im Bau                       |
| Abzweig geradeaus, nach links und von links | 313                  | Zweigstrecke NB nach Acambaro                 | Zweigstrecke NB nach Acambaro                 |
| ehemaliger Haltepunkt / Haltestelle | 314                  | Escobedo                                      | Escobedo                                      |
| Tunnel |                      |                                               |                                               |
| ehemaliger Haltepunkt / Haltestelle | 349                  | San Miguel de Allende                         | San Miguel de Allende                         |
| Abzweig ehemals geradeaus und nach rechts |                      | Zweigstrecke BD nach Pozo Blanco              | Zweigstrecke BD nach Pozo Blanco              |
| Haltepunkt / Haltestelle (Strecke außer Betrieb) | 387                  | Dolores Hidalgo                               | Dolores Hidalgo                               |
| Abzweig geradeaus und nach rechts (Strecke außer Betrieb) | 393                  | ehem. Zweigstrecke BA nach Mineral de Pozos   | ehem. Zweigstrecke BA nach Mineral de Pozos   |
| Abzweig ehemals geradeaus und von rechts | 485                  | Zweigstrecke BC nach Ahorcado                 | Zweigstrecke BC nach Ahorcado                 |
| ehemaliger Haltepunkt / Haltestelle | 485                  | Villa de Reyes                                | Villa de Reyes                                |
| Abzweig geradeaus und nach rechts | 507                  | Anschluss BMW Planta San Luis Potosí          | Anschluss BMW Planta San Luis Potosí          |
| Dienststation / Betriebs- oder Güterbahnhof · Kopfbahnhof Streckenanfang (Strecke außer Betrieb) | 525                  | San Luis Potosí                               | San Luis Potosí                               |
| Abzweig geradeaus, ehemals nach links und ehemals von links · Strecke nach rechts (außer Betrieb) | 524                  |                                               |                                               |
| Abzweig geradeaus und nach links | 525                  | Strecke L nach Chicalote                      | Strecke L nach Chicalote                      |
| Abzweig geradeaus und nach rechts | 525                  | Strecke L nach Doña Cecilia                   | Strecke L nach Doña Cecilia                   |
| ehemaliger Haltepunkt / Haltestelle | 554                  | Pinto                                         | Pinto                                         |
| ehemaliger Haltepunkt / Haltestelle | 595                  | Moctezuma                                     | Moctezuma                                     |
| Abzweig geradeaus, ehemals nach links und ehemals von links | 631                  | ehem. Zweigstrecke nach Charcas               | ehem. Zweigstrecke nach Charcas               |
| Kreuzung (Querstrecke außer Betrieb) | 642                  | Zweigstrecke LB nach Salinas de Hidalgo       | Zweigstrecke LB nach Salinas de Hidalgo       |
| ehemaliger Haltepunkt / Haltestelle | 648                  | Laguna Seca                                   | Laguna Seca                                   |
| ehemaliger Haltepunkt / Haltestelle | 699                  | Catorce                                       | Catorce                                       |
| Abzweig geradeaus, ehemals nach rechts und ehemals von rechts | 721                  | ehem. Zweigstrecke BB nach Matehuala          | ehem. Zweigstrecke BB nach Matehuala          |
| ehemaliger Haltepunkt / Haltestelle | 793                  | San Salvador                                  | San Salvador                                  |
| Abzweig geradeaus und ehemals von links | 847                  | ehem. Zweigstrecke nach Concepción del Oro    | ehem. Zweigstrecke nach Concepción del Oro    |
| Abzweig geradeaus und ehemals nach links · Strecke von rechts (außer Betrieb) |                      | mehrere Trassenbegradigungen                  | mehrere Trassenbegradigungen                  |
| Abzweig geradeaus und ehemals von links · Strecke nach rechts (außer Betrieb) |                      |                                               |                                               |
| Abzweig geradeaus und ehemals von links | 894                  | ehem. Strecke J nach Torreón                  | ehem. Strecke J nach Torreón                  |
| Strecke von links · Abzweig geradeaus und nach rechts |                      | Strecke BS                                    | Strecke BS                                    |
| Strecke · Tunnel |                      |                                               |                                               |
| Strecke nach links · Abzweig geradeaus und von rechts |                      |                                               |                                               |
| ehemaliger Bahnhof | 915                  | Saltillo                                      | Saltillo                                      |
| Abzweig geradeaus und nach links · Strecke von rechts | 926                  | Strecke R nach Piedras Negras                 | Strecke R nach Piedras Negras                 |
| ehemaliger Haltepunkt / Haltestelle · ehemaliger Haltepunkt / Haltestelle | 930                  | Ramos Arizpe                                  | Ramos Arizpe                                  |
| Strecke · Strecke nach halblinks |                      |                                               |                                               |
| ehemaliger Haltepunkt / Haltestelle | 965                  | Rinconada                                     | Rinconada                                     |
| Abzweig geradeaus und nach links · Strecke von rechts | 984                  | Zweigstrecke BF Umfahrung Monterrey           | Zweigstrecke BF Umfahrung Monterrey           |
| U-Bahn-Kopfbahnhof Anfang Hochstrecke (Strecke außer Betrieb) · ehemaliger Bahnhof · Strecke | 1014                 | Pablo G. Garza Monorriel Linie 4 im Bau       | Pablo G. Garza Monorriel Linie 4 im Bau       |
| U-Bahn-Strecke nach halbrechts (außer Betrieb) · Kreuzung mit U-Bahn geradeaus unten · Strecke | 1017                 | Metrorrey Linie 1                             | Metrorrey Linie 1                             |
| Abzweig geradeaus, ehemals nach rechts und ehemals von rechts · Strecke | 1021                 | ehem. Strecke F nach Matamoros                | ehem. Strecke F nach Matamoros                |
| ehemaliger Bahnhof · Strecke | 1022                 | Monterrey                                     | Monterrey                                     |
| Abzweig geradeaus und nach links · Kreuzung | 1024                 | Strecke M nach Torreón                        | Strecke M nach Torreón                        |
| Abzweig quer und von rechts · Abzweig geradeaus und nach rechts · Strecke | 1026                 | Strecke F nach Matamoros                      | Strecke F nach Matamoros                      |
| Strecke nach links · Kreuzung links · Strecke nach rechts | 1035                 | Zweigstrecke BF                               | Zweigstrecke BF                               |
| Abzweig geradeaus und ehemals von links | 1035                 | ehem. Zweigstrecke BM                         | ehem. Zweigstrecke BM                         |
| ehemaliger Haltepunkt / Haltestelle | 1116                 | Villaldama                                    | Villaldama                                    |
| ehemaliger Haltepunkt / Haltestelle | 1176                 | Lampazos                                      | Lampazos                                      |
| ehemaliger Haltepunkt / Haltestelle | 1222                 | Anáhuac                                       | Anáhuac                                       |
| Dienststation / Betriebs- oder Güterbahnhof | 1274                 | Sanchez                                       | Sanchez                                       |
| Strecke von links · Abzweig geradeaus und nach rechts | 1283                 | Zweigstrecke BJ                               | Zweigstrecke BJ                               |
| Dienststation / Betriebs- oder Güterbahnhof · Strecke |                      | Güterbahnhof Nuevo Laredo                     | Güterbahnhof Nuevo Laredo                     |
| Strecke nach links · Abzweig geradeaus, nach rechts und von rechts | 1289                 | Zweigstrecke BJ                               | Zweigstrecke BJ                               |
| ehemaliger Bahnhof | 1290                 | Nuevo Laredo                                  | Nuevo Laredo                                  |
| Grenze auf Brücke über Wasserlauf | 1291                 | Rio Grande (332 m), Staatsgrenze Mexiko–USA   | Rio Grande (332 m), Staatsgrenze Mexiko–USA   |
| Abzweig geradeaus und nach rechts | 1292                 | CPKC nach Corpus Christi                      | CPKC nach Corpus Christi                      |
| Dienststation / Betriebs- oder Güterbahnhof | 1292                 | Laredo UP                                     | Laredo UP                                     |

Der Ferrocarril México–Nuevo Laredo, offizielle Streckenbezeichnung Línea B (deutsch Strecke B), ist eine 1.290 Kilometer lange Eisenbahnstrecke in Mexiko, die Mexiko-Stadt mit Nuevo Laredo an der Nordgrenze des Bundesstaates Nuevo León mit den Vereinigten Staaten verbindet. Über den Grenzfluss Rio Grande besteht Anschluss an Laredo in Texas und das US-amerikanische Bahnnetz. Die Strecke ist weitestgehend eingleisig, nicht elektrifiziert und wird aktuell nur im Güterverkehr betrieben. Ein rund 135 Kilometer langer Teilabschnitt zwischen San Miguel de Allende und Villa de Reyes ist nach Inbetriebnahme der parallelen Zweigstrecken BC und BD, die in Summe kürzer und vor allem flacher trassiert sind, stillgelegt und bis heute zum größten Teil abgebaut worden.

## Geschichte
Die früheste Geschichte dieser Eisenbahnstrecke geht auf die Konzessionen zurück, die die Regierung von Präsident Porfirio Díaz für den Bau von Bahnstrecken auslobte. Neben der mexikanischen Zentralbahn Ferrocarril Central Mexicano, heute Strecke A, wurde parallel eine zweite Konzession für eine Strecke nach Monterrey vergeben, um die dortigen Stahlwerke und das Brauwesen mit der Hauptstadt zu verbinden. Die Bauarbeiten an beiden Strecken liefen zeitgleich und bereits am 31. August 1882 konnte die Strecke eingeweiht werden.

## Strecke
Der Ferrocarril México–Nuevo Laredo beginnt in der Hauptstadt am Bahnhof Buenavista und verläuft von dort zunächst zweigleisig nordwärts gemeinsam mit der Strecke A nach Ciudad Juárez. Hinter der Station Lecheria zweigt sie eingleisig von der Ausbaustrecke AQ ab und läuft nach 13 Kilometern wieder mit ihr zusammen. Bei Huehuetoca verlässt sie die Strecke A/AQ und führt mal kurvenreich, mal gerade weiter, kreuzt bei Teocalco die ehemalige Zweigstrecke AB von Tula nach Pachuca. 

## Betrieb
Aktuell (Stand August 2025) wird auf der Ferrocarril México–Nuevo Laredo lediglich Güterverkehr durch die Canadian Pacific Kansas City (CPKC) betrieben.

### Ehemaliger Personenverkehr
Auf der Strecke wurde bis 1997 Personenverkehr angeboten. Dazu gab es im Wesentlichen zwei Angebote:

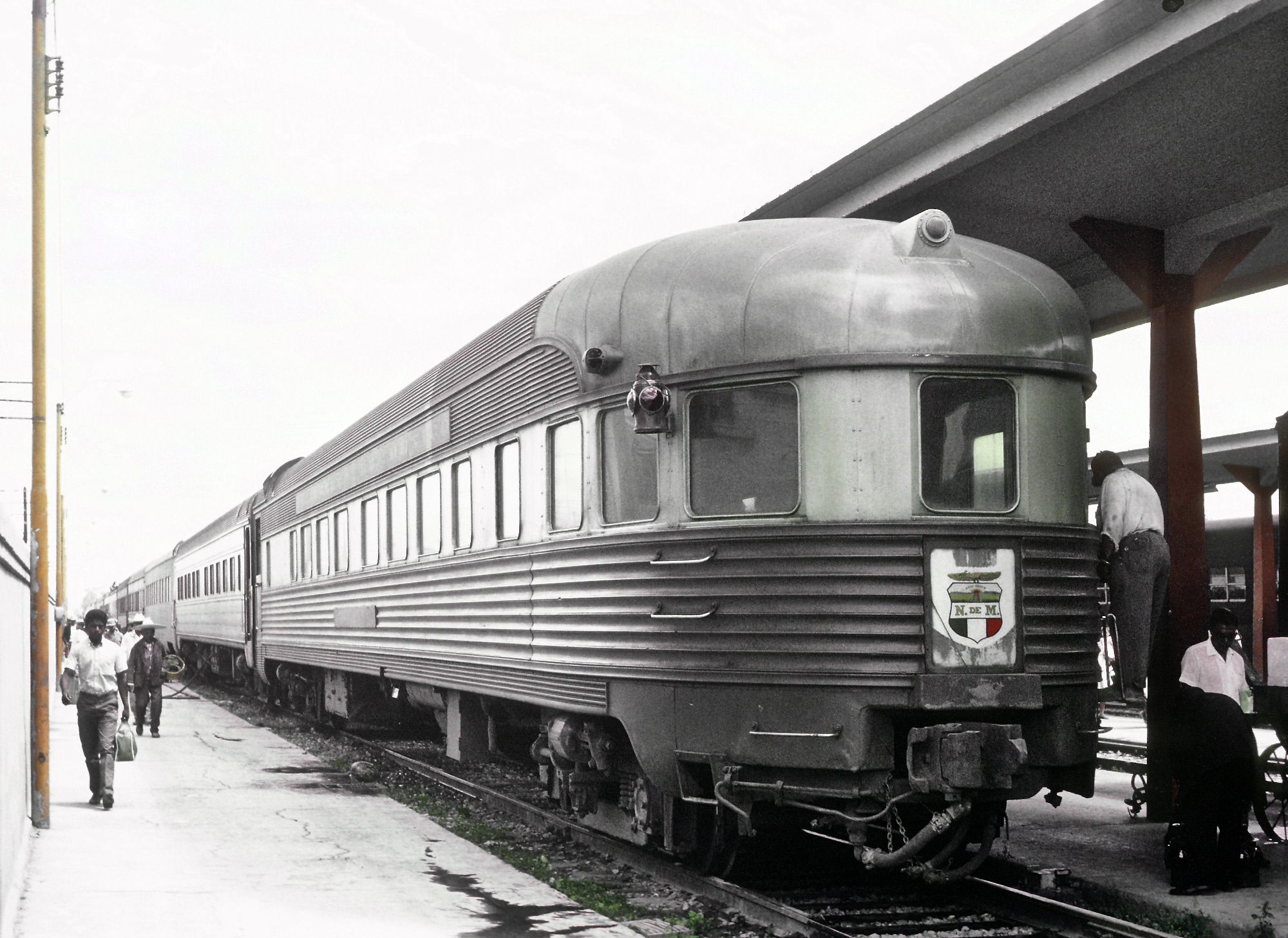
Der Aussichts-Bar-Wagen von Zug Nr. 22 des Águila Azteca im Bahnhof von San Luis Potosí (1966)

- El Águila Azteca war ein Personenzug, der zwischen Mexiko-Stadt über Nuevo Laredo und bis nach San Antonio in Texas verkehrte. Er wurde von der Ferrocarriles Nacionales de Mexicano (N de M) betrieben und war in den 1950er Jahren neben dem Texas Eagle die wichtigste Schienenverbindung Nordamerikas. Die Züge befuhren täglich die 1.541 Kilometer lange Strecke mit 29 Stationen und benötigten in Südrichtung knapp 32 Stunden, während es gen Norden mit 29:10 Stunden deutlich schneller ging.[2] Vorläufer hierfür war der ab 1915 verkehrende Sunshine Special, das Flaggschiff der Missouri Pacific Railroad. Er wurde mit Schlafwagen von St. Louis und Memphis über Laredo nach Mexiko-Stadt beworben. 1929 brachte das für seine Sonderangebote bekannte Reisebüro Raymond & Whitcomb den Land Cruise Liner auf den Markt, einen Zug mit Pullman-Schlafwagen, einem Restaurant und einem Aussichtswagen mit Fitnessraum und Friseursalon. Die Züge boten Touren von San Antonio nach Mexiko-Stadt und Guadalajara an, doch die Krise brachte den Zugbetrieb 1931 zum Erliegen.[3] Der Águila Azteca erschien erstmals im Fahrplan der MP nach der Einweihung des Texas Eagle im August 1948. Der Texas Eagle beendete den langjährigen Betrieb von Pullman-Wagen auf dem Sunshine Special. Allerdings reichte die begrenzte Anzahl stromlinienförmiger Wagen für den Betrieb nach Mexiko nicht aus. Der Águila Azteca wurde mit den Zügen Nr. 21 und 22 bedient und stellte die südliche Verlängerung des Texas Eagle dar. In San Antonio gab es daher einen Zugwechsel, immerhin jedoch am selben Bahnsteig.[3] Ab 1937 war Mexiko-Stadt einmal wöchentlich von St. Louis aus erreichbar, der Zug fuhr jeden Sonntagabend ab und kam am Dienstagabend in der mexikanischen Hauptstadt an. Der Zug galt als die schnellste Verbindung für Reisende aus Europa, die mit dem Dampfschiff in New York City ankamen und dann mit einem „Luxus-Touristenzug“ nach Mexiko-Stadt reisen wollten. Dieser Passagierdienst wurde bereits im Dezember 1940 wieder eingestellt.[4] 1952 wurden die mexikanischen Staatsbahnen mit eleganten Zügen der Schweizer Firma Schindler Waggon ausgestattet. Die Küchen der beiden Speisewagen, Mitla und Monte Albán genannt, wurden speziell für die Bedürfnisse der Köche entworfen und angepasst. Später wurden sie renoviert, um die Essenszubereitung effizienter zu gestalten. Außerdem gab es Caféteria-Wagen, in denen Kartenspielen und Rauchen erlaubt waren.[5] Die Schlafwagen hatten Abteile mit Bad. In den 1980er Jahren bestand ein Zug dann nur noch aus wenigen Waggons ohne Speisewagen und verkehrte lediglich von Nuevo Laredo nach Mexiko-Stadt.[4]

Lok Nr. 7020 der N de M im Bahnhof Buenavista vor dem Torre Insignia (1969)

- El Regiomontana war ein Personenzug, der zwischen Mexiko-Stadt und Monterrey verkehrte. Die Züge befuhren die 1.022 Kilometer lange Strecke mit lediglich zwei Zwischenhalten in San Luis Potosí und Saltillo in rund 15 Stunden. Der Regiomontano war ein Luxuszug mit einem Speisewagen, der erstklassigen Service, eine Auswahl erlesener Tafelweine und Gerichte zum Mittag- und Abendessen bot. Außerdem gab es einen Barwagen, in dem Getränke und Snacks serviert wurden. Die Schlafwagen verfügten über Ankleide- und Schlafzimmer mit eigenem Bad und bequemen Sesseln, die sich nachts in Betten verwandeln ließen.[6]

Nach der Privatisierung der N de M unter Präsident Ernesto Zedillo wurden sämtliche Personenverkehre vom neuen Betreiber der Strecke B, der Kansas City Southern de México, umgehend bereits 1997 eingestellt.